# پینو اینسنیو
پینو اینسنیو (ایتالیایی: Pino Insegno؛ زادهٔ ۳۰ اوت ۱۹۵۹) بازیگر، صداپیشه، مدیر دوبلاژ، کمدین، مجری تلویزیون اهل ایتالیا است.
از فیلم‌هایی که وی در آن نقش داشته‌است، می‌توان به فرار از برانکس اشاره کرد.